# أتباع خط الإمام
أتباع خط الإمام أو الطلاب المسلمين التابعين لخط الإمام (بالفارسية: دانشجویان مسلمان پیرو خط امام) وتُترجم أيضًا إلى أتباع خط الإمام الخميني، هم مجموعة الطلاب الإيرانيين الذين قاموا باحتلال السفارة الأمريكية بـ طهران في الرابع من نوفمبر عام 1979. وكان هؤلاء الطلاب من أنصار الثورة الإسلامية حيث قاموا باقتحام السفارة الأمريكية لإظهار دعمهم لروح الله الخميني وغضبهم من السماح لشاه إيران السابق بالدخول إلى الولايات المتحدة لتلقي العلاج من السرطان بدلاً من إعادته إلى إيران لمحاكمته وإعدامه. وفي هذا الهجوم الذي عُرف باسم أزمة رهائن إيران، تم احتجاز 52 دبلوماسيًا أمريكيًا كرهائن لمدة 444 يومًا.
وكانت هذه المنظمة عبارة عن جماعة تتألف من طلاب من مختلف الجامعات العلمية والتكنولوجية في طهران بما في ذلك جامعة طهران وجامعة شريف التكنولوجية وكلية طهران للفنون التطبيقية المتعددة.
ذكرت مجلة التايم في العدد الصادر في ديسمبر عام 1979 أنه كان هناك «اتفاق عام بين الإيرانيين ومصادر دبلوماسية غربية على أن المجموعة التي ضمت نحو مائتين من الشباب والفتيات الذين تواجدوا داخل مبنى السفارة بشكل دائم هم في الواقع طلاب شرعيون»، إلا أن عددًا كبيرًا من الأمريكيين يعتقدون بخلاف ذلك. وأوضحت التايم أن الصور التليفزيونية التي التُقطت خارج السفارة أظهرت «مسلحين... يرتدون زيًا لونه أخضر داكن» ويبدون «مثل الجنود المقاتلين»، ولكن تم التعرف على هوية هؤلاء الرجال وعُرف أنهم أفراد في قوات الباسدران أو الحرس الثوري الإيراني.
وكان من بين هؤلاء الطلاب إبراهيم اصغرزاده الذي كان صاحب الفكرة الأصلية وراء حصار السفارة الأمريكية في سبتمبر 1979، ومحسن میردامادی وحبيب الله بيتيراف ومعصومة ابتكار والتي أصبحت فيما بعد رئيسة منظمة حماية البيئة أثناء إدارة الرئيس محمد خاتمي، وعضوًا منتخبًا في مجلس مدينة طهران اعتبارًا من فبراير 2007.
ويشير اسم هؤلاء إلى الإمام، زعيم إيران آية الله روح الله الخميني، الذي لم يكن على علم باحتلال السفارة الأمريكية بشكل مسبق، ولكنه أيد الفعل فيما بعد وأقره. إلا أن المعلومات التي ذكرتها مصادر أخرى تُفيد بأن آية الله الخميني كان يعلم بهذه الخطط مسبقًا، بل وكان كذلك موافقًا عليها (Kahlili 2010).
وجدت هذه الجماعة هوية سياسية ودعمًا اجتماعيًا في الجو الثوري، وساعد حادث السفارة على تقوية مركز أنصار آية الله روح الله الخميني بشكلٍ عام مقارنةً بالجماعات اليسارية.

## وصلات خارجية
- تفقد الخامنئي لاوضاع الرهائن